# Dolní Kalná
Dolní Kalná là một làng thuộc huyện Trutnov, vùng Královéhradecký, Cộng hòa Séc.